# Acronychia aberrans
Acronychia aberrans är en vinruteväxtart som beskrevs av Thomas Gordon Hartley. Acronychia aberrans ingår i släktet Acronychia och familjen vinruteväxter. Inga underarter finns listade i Catalogue of Life.